# The Beautiful People
«The Beautiful People» (с англ. — «Прекрасные люди») — песня американской рок-группы Marilyn Manson, второй трек и первый сингл из их второго студийного альбома Antichrist Superstar, выпущенный в сентябре 1996 года лейблом Nothing Records. Относимая к жанру альтернативного метала, «The Beautiful People» была написана Мэрилином Мэнсоном совместно с Твигги Рамиресом и сопродюсирована Мэнсоном совместно с Трентом Резнором и Дэйвом Огилви. Текст песни обыгрывает тему так называемой «культуры красоты», а также связь этой культуры с теорией Фридриха Ницше о нравственности «хозяин-раб».
Сингл, достигнув 26-й позиции в чарте Modern Rock Tracks, остаётся одной из наиболее известных и успешных песен Marilyn Manson. В 2004 году обозреватель Би-би-си Ричард Бенкс назвал трек «по-прежнему впечатляющим» в каталоге группы. Спустя десять лет после выхода сингла — в 2006 году — «The Beautiful People» занял 28-е место из 40 в списке «Величайшие метал-песни» телеканала VH1.

## Информация о песне

### Происхождение
«The Beautiful People» была написана в 1994 году, автором текста уже традиционно стал Мэрилин Мэнсон, а композитором — Твигги Рамирес. Мэрилином Мэнсоном, Твигги Рамиресом и Джинджером Фишем была сделана оригинальная демозапись в комнате одного из отелей во время тура в поддержку альбома Portrait of an American Family. Как вспоминал потом Мэнсон в журнале Kerrang! в 2005 году: «Это было где-то на юге США, что уже само по себе довольно иронично. Я помню, что выстукивал ударную партию, сидя на полу, а потом попросил нашего барабанщика повторить этот же ритм на драм-машине. Всё это случилось в один день.»

### Музыка и лирика
После нескольких секунд шума гитары, положенной трек в обратном направлении, и электронного шума, в начале трека можно услышать крайне искажённый вокальный семпл, голос в котором принадлежит Чарльзу «Тексу» Уотсону, который говорит: «[We would] swoop down on the town. . . [and] kill everyone that wasn’t beautiful» (с англ. — «[Мы бы] нагрянули в город. . . [и] убили бы всех, кто не был бы красив»). Та же фраза, только без искажения, прозвучала несколькими годами раньше в демо-песне «Marilyn Manson and The Spooky Kids» под названием «Dune Buggy».
Песня написана в не совсем стандартной настройке гитары, а именно в т. н. drop D, и, в основном, построена на нотах уменьшенного аккорда, каждая из которых превращена в пауэр-аккорд. Песня также объединяет исчерпывающее использование гитарного дисторшна, а также глушения струн ладонью, что придаёт песне необычно высокую ритмику, быстрый стиль которой усилён утяжелёнными ударными. Характерным элементом песни является повторяющийся ударный трек, 5-шаговый паттерн, который играется на там-тамах.
В текстовом плане «The Beautiful People» сильно переплетается с господствующей темой альбома Antichrist Superstar, которая музыкально повествовала слушателю теорию Ницше о Сверхчеловеке. В рамках этого контекста песня явно имеет дело с разрушительным олицетворением Желания Власти: «There’s no time to discriminate», поёт Мэнсон, «hate every motherfucker that’s in your way» (англ. «Нет времени проводить различия / Испытывай ненависть к каждому ублюдку, который стоит у тебя на пути»). Сильные анти-капиталистические чувства в «The Beautiful People» являются результатом изучения точки зрения Ницше на принцип хозяин-раб (это заметно в строчках «It’s not your fault that you’re always wrong / The weak ones are there to justify the strong») и её связи с социальным дарвинизмом.

### Примечательные выступления
Время от времени «The Beautiful People» исполнялась во время тура «Smells Like Children», посвящённому одноимённому альбому, в 1995—1996 годах, часто в сокращённом варианте как часть песни «My Monkey» из предыдущего альбома Portrait of an American Family. Официально песня была представлена 3 октября 1996 в State Theatre города Каламазу, (штат Мичиган) — второе выступление группы в рамках тура «Dead to the World».
4 сентября 1997 года Marilyn Manson исполнили песню в Большом финале MTV Video Music Awards, исполнению которой предшествовало исполнение «Hail to the Chief» оркестром. Выходя на сцену в окружении «агентов секретной службы США», Мэрилин Мэнсон стал за трибуну, окружённую микрофонами, произнёс к зрителям речь:

Мои братья американцы!

Мы больше не будем подавлены фашизмом христианства! И мы больше не будем подавлены фашизмом красоты. Я вижу, вы все там сидите на своих местах, упорно пытаясь не показаться уродливыми, пытаясь приспособиться к другим, упорно пытаясь заслужить свой путь в рай. Но позвольте мне вас спросить. Вы желаете побывать в месте, которое полно стад кретинов? Оригинальный текст (англ.)My fellow Americans!

We will no longer be oppressed by the fascism of Christianity! And we will no longer be oppressed by the fascism of beauty. As I see you all sittin' out there trying your hardest not to be ugly, trying your hardest not to fit in, trying your hardest to earn your way into Heaven, but let me ask you: Do you want to be in a place that's filled with a bunch of assholes?
После этого Мэнсон снял свой костюм, обнажая свой экстравагантный костюм в виде корсета и чулков, после чего группа исполнила «The Beautiful People», который был назван журналом Rolling Stone захватывающим,, несмотря на то, что сам журнал крайне негативно отнёсся к программе в целом. После завершения шоу, Крис Рок пронзительно прокричал в сторону аудитории: «Бегом в церковь! Тяните свои задницы в церковь, или вам суждено попасть в ад».
Мэрилин Мэнсон и Твигги Рамирес присоединялись к The Smashing Pumpkins в Shoreline Amphitheatre в Маунтин-Вью (Калифорния) во время акустического исполнения «The Beautiful People» на ежегодном фестивале Bridge School Benefit 18 октября 1997 года. 9 мая 2000 года в Мэдисон-Сквер-Гарден Мэрилин Мэнсон исполнил «The Beautiful People» совместно с группой Nine Inch Nails и их фронтменом Трентом Резнором, который играл на бас-гитаре. Появление Мэнсона не было ожидаемым на этом концерте, и его выход оставался без объявления до момента его выхода под песню «Starfuckers, Inc.» «Nine Inch Nails». Запись этого выступления была включена в DVD-издания концертного альбома Nine Inch Nails And All That Could Have Been, релиз которого состоялся в 2002 году.
На живых исполнениях Мэнсон часто открывает песню словами «How does it feel… to be one of the beautifil… people?» (с англ. — «Каково это чувствовать... себя одним из красивых... людей?»), позаимствованными из песни «Baby, You’re a Rich Man» группы «The Beatles». Ремикс песня также использовалась в качестве заглавной темы «WWE SmackDown!» и «WWF Raw Is War» в 1997.
На немецкой премии ECHO песня исполнялась совместно с Rammstein, премия вышла в эфир 22 марта 2012.

## Версии и релизы
Кроме альбомной версии и сингла (разница между которыми состоит в длительности вступительного шума) существует также версия для радиостанций, в которой нет брани. Слова «hate every motherfucker» (с англ. — «испытывай ненависть к каждому ублюдку») были заменены на «hate every other hater» (с англ. — «испытывай ненависть к каждому другому ненавистнику»), а слово shit (с англ. — «дерьмо») было удалено. В клипе на «The Beautiful People» использована именно эта версия песни.
Также было выпущено несколько официальных ремиксов. Первый из них, «The Horrible People», создан Денни Сэйбером и издан на EP «Remix & Repent» в 1997 году. В этом ремиксе сделан упор на быстрый темп, сильные ударные, ритм с уклоном на свинг и духовые семплы с фортепианными. Второй, «The Not-So-Beautiful People», является индастриал-переработкой песни с ритмическими вокальными семплами и «зубодробительным» ритмом. И, наконец, третий ремикс использовался в качестве вводной темы телешоу WWE SmackDown! с 2001 года по 2003, и доступен на WWF Forceable Entry также, как и на 10"-диске.
В сборнике Lest We Forget: The Best of присутствует слегка переработанная версия песни. В ней использовано более длинное шумовое вступление, а также сделан бо́льший упор на некоторых элементах композиции (наиболее заметным теперь является органоподобный инструмент, который не было так слышно в предыдущих версиях).
В 1997 году MTV News сообщили, что Мэнсон проявил интерес к сотрудничеству со Снуп Догом над рэп-версией «The Beautiful People». Достоверно неизвестно, состоялось ли сотрудничество, хотя в основном докладе журнала College Music Journal певец ссылался на проект как нечто, что он всё ещё бы с удовольствием выполнил" и называл чрезмерно активное расписание турне своей группы и рэпера как наибольшей причины задержки.

## Клип
Клип, снятый Флорией Сигизмонди, был описан как один из самых мрачных клипов. Местом проведения съёмок стал покинутый винокуренный завод в Торонто, где вся группа исполняла песню в некотором помещении, обвешанным медицинскими протезами и лабораторным оснащением. Мэнсон в клипе также появляется в длинном костюме и авиаторских очках, используя «шрамовый» макияж, что вместе делает его визуально лысым и гротескно высоким. 
Премьера клипа состоялась 22 сентября 1996 года на канале MTV. Сам клип позже был номинирован в двух категориях MTV Video Music Awards 1997: «Лучший рок-клип» и «Лучшие спецэффекты».

## Каверы
На «The Beautiful People» существует множество каверов, авторами которых являются, например, джаз-трубач Лестер Боуи в альбоме «Odyssey of Funk & Popular Music, Volume 1»; металкор-группа «Eighteen Visions» в альбоме «Punk Goes 90s» (2006); женский хор «Scala & Kolacny Brothers» в альбоме «One Winged Angel» (2007); грув-метал-группа «Soulfly» в альбоме-сборнике журнала «Kerrang!» и собственном альбоме «Conquer».

## Форматы сингла и трек-листы
| Британский CD, диск № 1 1. «The Beautiful People» (Single Version) 2. «The Horrible People» 3. «Sweet Dreams (Are Made of This)» 4. «Cryptorchid» Британский CD, диск № 3 1. «The Beautiful People» (Album Version) 2. «The Not-So-Beautiful People» 3. «Snake Eyes and Sissies» 4. «Deformography» Британский расширенный CD 1. «The Beautiful People» (Single Version) 2. «The Horrible People» 3. «Sweet Dreams (Are Made of This)» 4. «Cryptorchid» 5. «The Beautiful People» (клип) 6. «Sweet Dreams (Are Made of This)» (клип) | 10" (ремиксы) 1. «The Horrible People» 2. «The Not-So-Beautiful People» Австралийский CD 1. «The Beautiful People» (Album Version) 2. «Cryptorchid» 3. «Snake Eyes and Sissies» Японский CD 1. «The Beautiful People» (Single Version) 2. «The Horrible People» 3. «Sweet Dreams (Are Made of This)» (LP version) 4. «Cryptorchid» 5. «The Not-So-Beautiful People» Американский промо-CD 1. «The Horrible People» (Radio Edit) 2. «The Tourniquet Prosthetic Dance Mix» (Radio Edit) 3. «The Horrible People» 4. «The Tourniquet Prosthetic Dance Mix» Американский демо-CD 1. «The Beautiful People» 2. «Sweet Dreams» 3. «Brown Bag (Remix)» |  |

## Участники записи
| Музыканты: - Мэрилин Мэнсон — вокал, текст - Твигги Рамирес — гитара, бас-гитара, музыка - Шон Бивен — гитарный синтезатор - Джинджер Фиш — ударные | Продюсирование: - Трент Резнор — продюсер - Дейв «Rave» Огилви — продюсер - Мэрилин Мэнсон — сопродюсер - Шон Бивен — микширование - Крис Вренна — сведение и программирование - Чарли Клоузер — сведение и программирование |

### The Horrible People
Включительно с:
- Дэмиен Сэведж — дополнительный бас
- Джон X — «звуковое насилие и грабёж»
- Дэнни Сэйбер — пересведение
- Гэйб и Джим — звукорежиссёры

### The Not-So-Beautiful People
Включительно с:
- Джим Тёрлуэлл — пересведение